# عنيبية غارية الأوراق
عنيبية غارية الأوراق (الاسم العلمي:Cocculus laurifolius) هي نوع من النباتات تتبع جنس العنيبية من الفصيلة البذر القمرية.